# Paranortonia mimica
Paranortonia mimica är en stekelart som beskrevs av Kohl. Paranortonia mimica ingår i släktet Paranortonia och familjen Eumenidae. Inga underarter finns listade i Catalogue of Life.